# Alexander Archipenko
Alexander Archipenko eller Oleksandr Archypenko (ukrainska: Олександр Порфирович Архипенко, Oleksandr Porfyrovytj Archypenko), född 30 maj 1887 i Kiev i Lillryssland, Kejsardömet Ryssland, död 25 februari 1964 i New York i USA, var en ukrainsk-amerikansk skulptör.

## Biografi
Alexander Archipenko utgick från impressionismen, utvecklades genom stilismen, kubismen och konstruktivismen och företrädde på 1920-talet den yttersta "vänstern" inom skulpturen. Stora utställningar av hans verk ägde rum i Berlin 1922 och New York 1924, då han också bosatte sig i USA. 
Han kom 1908 till Paris, där han slöt sig till kretsen kring Picasso och blev en tidig förespråkare för den moderna, framför allt den kubistiska, skulpturen. I hans tidigare verk är naturformerna endast svagt skönjbara, men i de senare återvänder han till en mera realistisk uppfattning. Materialet är oftast sten eller metall.
Fem verk av Archipenko beslagtogs från tyska museer 1937. Deras vidare öden är okänt, men året efter visades hans 35 cm höga bronsskulptur Black Torso (1920-21) på fem stationer av den tyska vandringsutställningen Entartete Kunst från Berlin till Hamburg. 1939 byttes skulpturen mot andra av nazistiska konstkännare mer begärliga konstföremål via en konsthandel i Güstrow.

## Utmärkelser
Asteroiden 6535 Archipenko är uppkallad efter honom.

## Bildgalleri

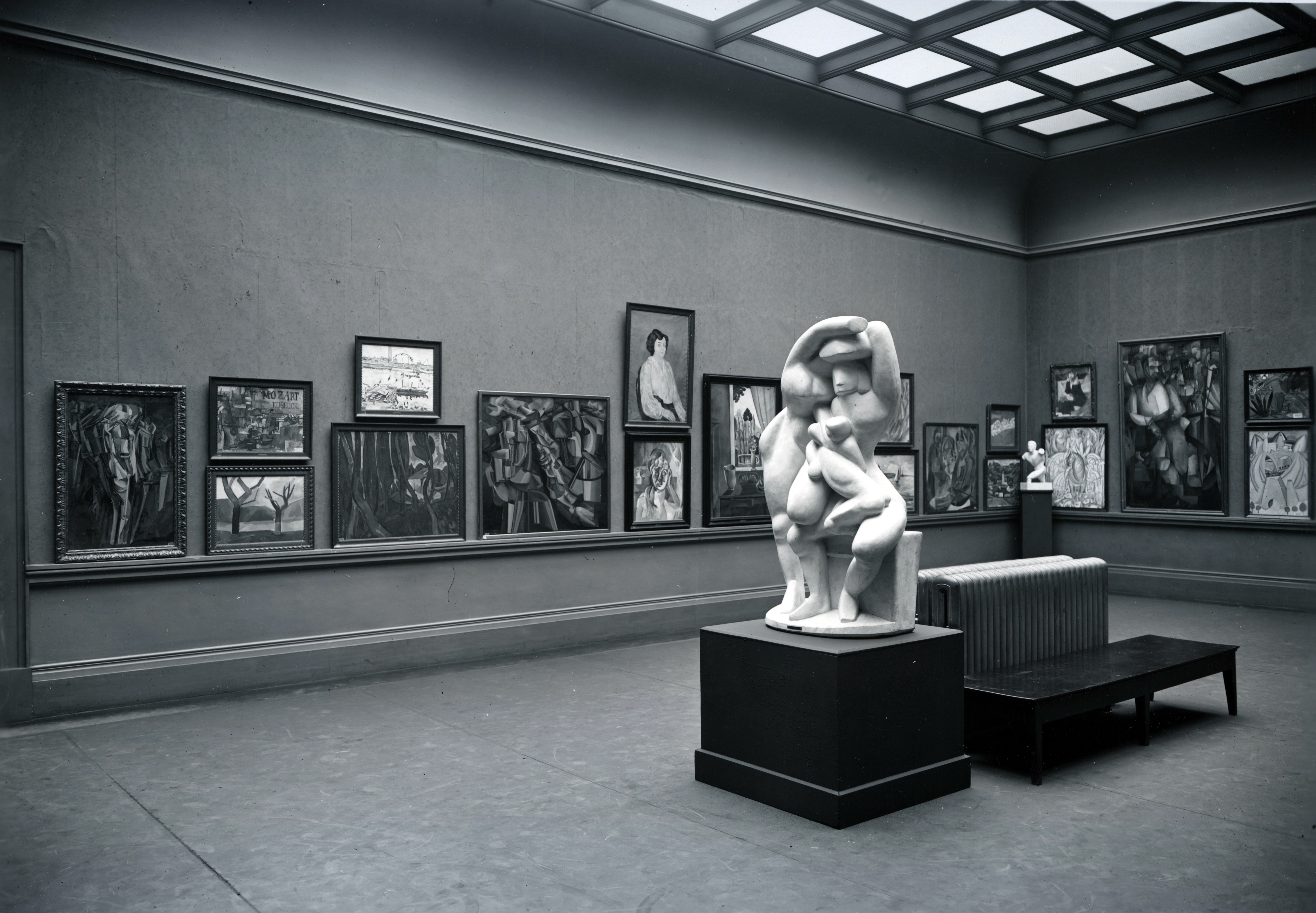
Kubistrummet på Armory Show i Chicago 1913. Den framträdande vita gipsskulpturen är La Vie Familiale / Family Life av Archipenko, utställd första gången på Salon d'Automne i Paris 1912. Det finns en senare version gjuten i brons omkring 1960.
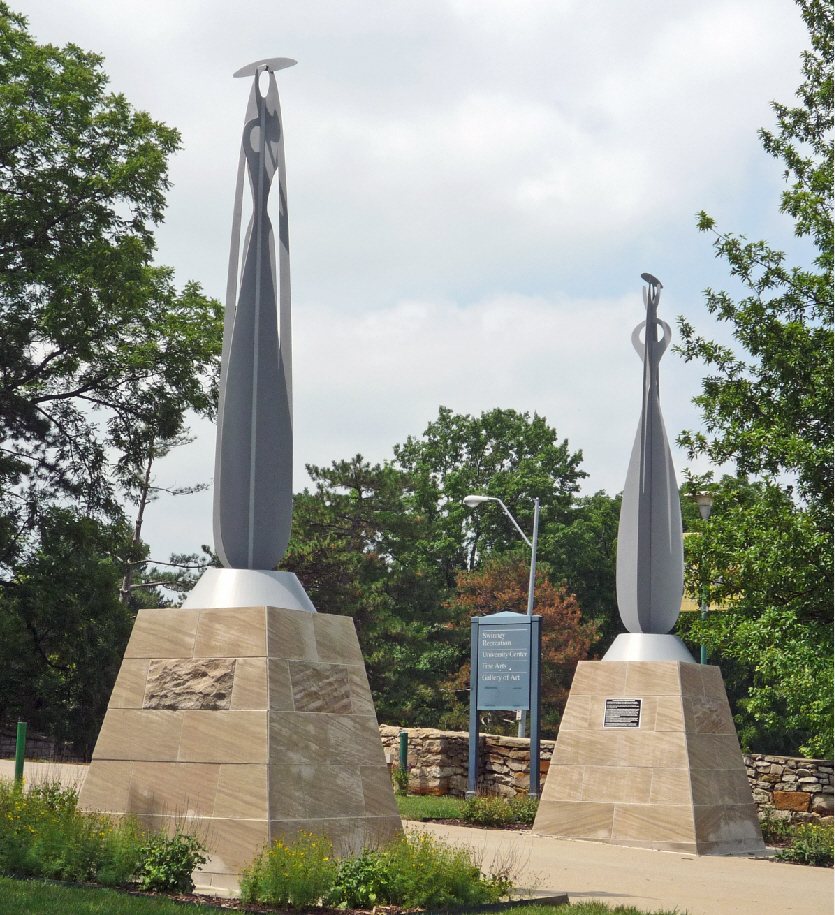
Gateway sculptures vid ingången till University of Missouri i Kansas City
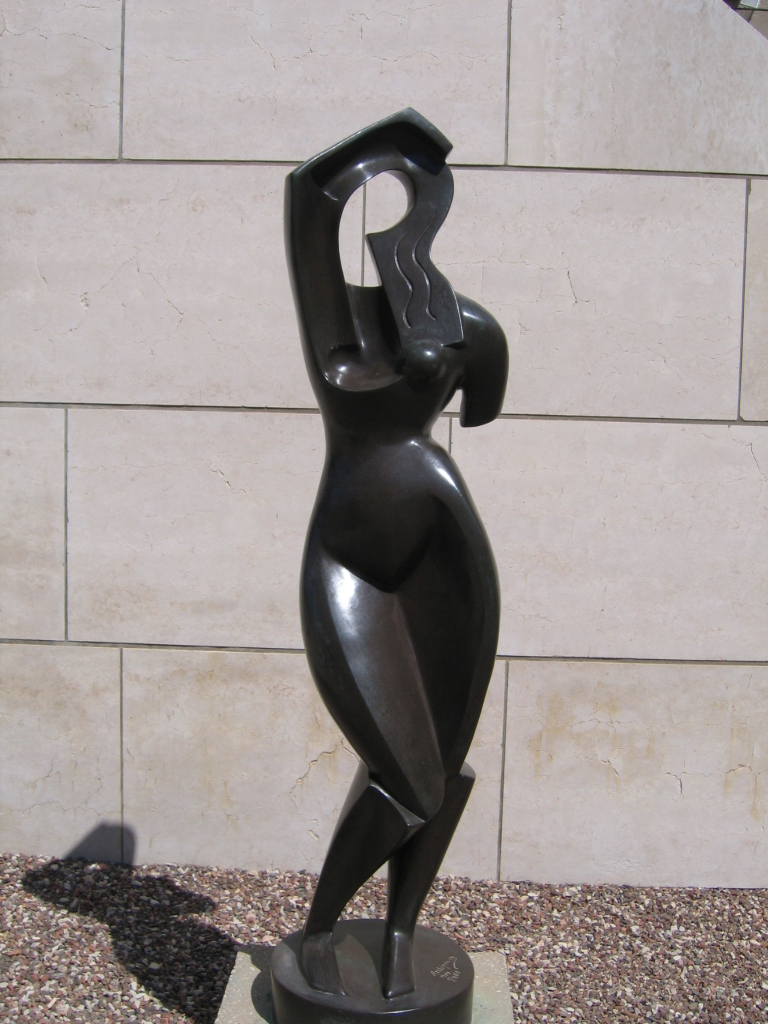
Woman combing her hair på Israel Museum i Jerusalem
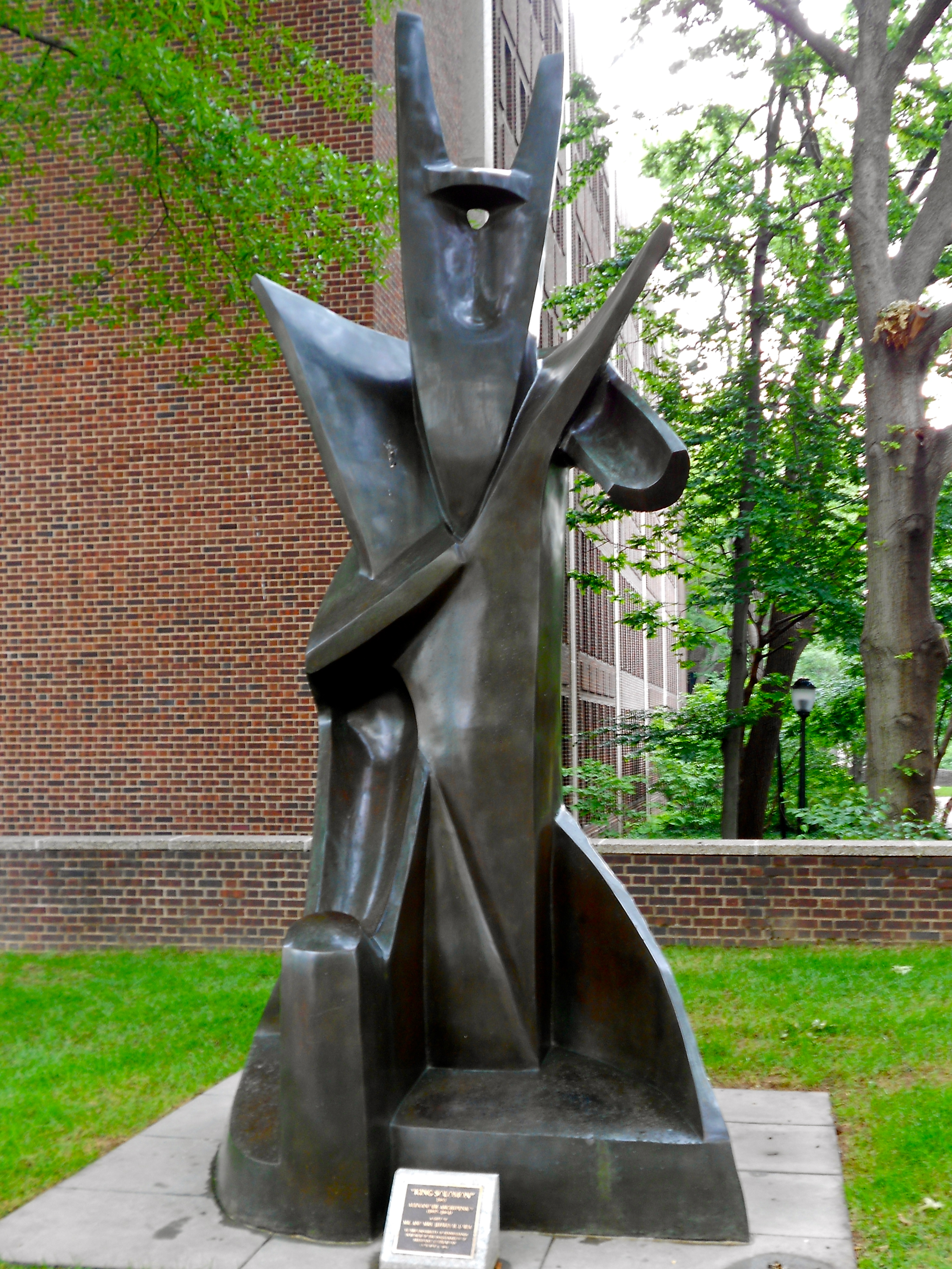
Kung Salomo på PennCampus i Philadelphia
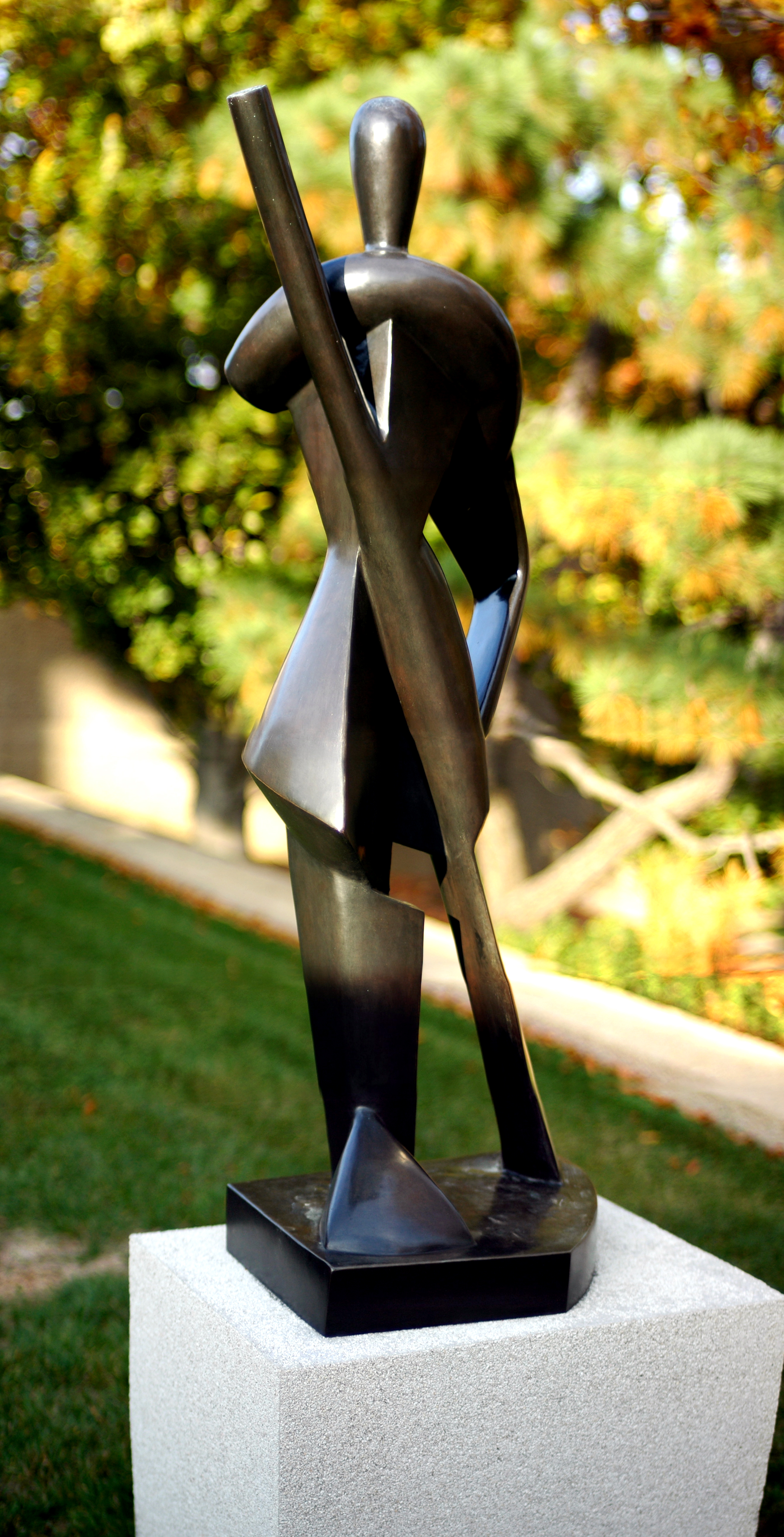
The gondolier